# Маленький апокалипсис
«Маленький апокалипсис» (фр. La petite apocalypse) — кинофильм режиссёра Коста-Гавраса, вышедший на экраны в 1993 году. Экранизация одноимённого романа Тадеуша Конвицкого. Лента принимала участие в конкурсной программе Берлинского кинофестиваля.

## Сюжет
Вот уже несколько лет, как польский писатель Станислав покинул родину и поселился в Париже. Он давно не пишет, не знакомится с новыми людьми (из-за замкнутого характера, а также коммунистического прошлого) и безмерно раздражает нынешнего мужа своей бывшей жены Барбары, в доме которого занимает маленькую комнатку под крышей. Однажды Станислав взбирается на стол, чтобы заменить перегоревшую лампочку, и случайно устраивает небольшой пожар и обесточивает весь дом. Анри, муж Барбары, и его друг Жак решают, что несчастный польский эмигрант хотел покончить с собой из-за беспросветности своего существования в условиях западного общества потребления. Чтобы как-то подбодрить Станислава, они решают опубликовать сборник его произведений. Знакомый издатель, однако, согласен пойти на это при одном условии: если Станислав в знак протеста сожжёт себя в Риме во время выступления Папы и тем самым получит мировую известность. Анри и Жак начинают действовать, в то время как поляк вовсе не хочет умирать...

## В ролях
- Андре Дюссолье — Жак
- Пьер Ардити — Анри
- Иржи Менцель — Станислав
- Анна Романтовская — Барбара
- Морис Бенишу — Арнольд
- Карло Брандт
- Хенрик Биста — Янек
- Кьяра Казелли — дочь Луиджи
- Ян Тадеуш Станиславский — Питчик
- Беата Тышкевич — госпожа Питчик